# Шыганак (Сарысуский район)
Шыганак (каз. Шығанақ) — село в Сарысуском районе Жамбылской области Казахстана. Административный центр Камкалинского сельского округа. Код КАТО — 316039100.

## Население
В 1999 году население села составляло 902 человека (484 мужчины и 418 женщин). По данным переписи 2009 года, в селе проживало 436 человек (243 мужчины и 193 женщины).